# تاتا استارباس
تاتا استارباس (Tata Starbus) خودرویی است که تولید شده‌است.
این خودرو در کلاس اتوبوس قرار گرفته، است.